# 赭鞭会
赭鞭会（しゃべんかい）とは、江戸後期（1830年頃から1840年頃）に作られた本草学・博物研究会である。
参勤交代で江戸に詰める大名で、本草好きの大名が富山藩主前田利保（万香亭）を中心に福岡藩主黒田斉清（楽善堂）、旗本の馬場大助（資性）、武蔵石壽（玩珂停）、飯室楽圃らが幕臣太田大州を先生格に集り、関根雲停を画家として本草会をつくり「赭鞭会」と命名した。赭鞭とは中国の故事、神農が赤い鞭で草をはらい、それをなめて役に立つ植物かどうか確かめたという伝説に由来している。

## 活動
赭鞭会の活動から生まれた代表作は、『目八譜』 （武蔵石壽編）である。目八譜は、旗本でメンバーであった、武蔵孫左衛門（号石壽）が編纂したもので、991種の貝が収録された図鑑である。絵は服部雪斎が描き 1845年に完成した。
また、飯室楽圃は、明の李時珍『本草綱目』の分類に従い虫類600種を収録した『蟲譜図説』12巻を作り、日本で初めて虫類の体系的分類を試みた。